# Coupe de la Ligue égyptienne de football
La coupe de la ligue égyptienne, actuellement connue sous le nom de Coupe de la Ligue WE pour des raisons de sponsoring, est une compétition annuelle de football à élimination directe dans le football national masculin en Égypte. Elle est organisée par l'Association des clubs de football professionnels égyptiens et est ouverte à tous les clubs participant au championnat d'Égypte de football, le plus haut niveau du système de ligue de football égyptien.
Le tournoi a été officiellement annoncé le 26 septembre 2021, quelques jours après la fondation de l'Association des clubs de football professionnels égyptiens, dans le but d'augmenter les revenus des clubs et d'accroître la compétitivité entre eux. La première édition du tournoi a eu lieu en 2022, composée d'une phase de groupes et d'une phase à élimination directe, la phase de groupes étant jouée pendant la coupe d'Afrique des nations 2021, qui s'est déroulée au Cameroun en janvier et février 2022, tandis que la phase à élimination directe s'est déroulée en juillet. À partir de l'édition 2022-2023 de la compétition, le format a été modifié pour un format à élimination directe standard joué tout au long de la saison.
Ceramica Cleopatra est le tenant du titre, qui a battu Tala'ea El Geish 3-1 lors de la finale de 2024 pour remporter son deuxième titre de Coupe de la Ligue. Les trophées de la Coupe de la Ligue égyptienne sont fabriqués par l'orfèvre londonien Thomas Lyte.

## Finales
| Année     | Vainqueur          | Résultat | Finaliste        | Stade, Localisation                 | Affluence |
| --------- | ------------------ | -------- | ---------------- | ----------------------------------- | --------- |
| 2022      | Modern Future      | 5–1      | Ghazl El Mahalla | Stade international du Caire, Caire | 10,000    |
| 2022-2023 | Ceramica Cleopatra | 4–1      | Al-Masry SC      | Stade Borg Al Arab, Alexandrie      | 15,000    |
| 2023-2024 | Ceramica Cleopatra | 3–1      | Tala'ea El Geish | Stade du 30 Juin, Caire             | 1,000     |

## Bilan
| Équipe             | Vainqueur | Finaliste | Finales disputées | Années des titres    | Années des finales |
| ------------------ | --------- | --------- | ----------------- | -------------------- | ------------------ |
| Ceramica Cleopatra | 2         | 0         | 2                 | 2022-2023, 2023-2024 | —                  |
| Modern Future      | 1         | 0         | 1                 | 2022                 | —                  |
| Ghazl El Mahalla   | 0         | 1         | 1                 | —                    | 2022               |
| Al-Masry SC        | 0         | 1         | 1                 | —                    | 2022-2023          |
| Tala'ea El Geish   | 0         | 1         | 1                 | —                    | 2023-2024          |